# Costa Rica i olympiska spelen
Costa Rica deltog första gången vid olympiska sommarspelen 1936 i Berlin och de har sedan 1964 varit med vid varje olympiskt sommarspel. De har sedan 1980 deltagit vid de flesta olympiska vinterspelen.
Costa Rica har totalt vunnit fyra medaljer, alla av systrarna Silvia och Claudia Poll i simning.

## Medaljer
| Guld | Silver | Brons | Totalt antal medaljer |
| ---- | ------ | ----- | --------------------- |
| 1    | 1      | 2     | 4                     |

### Medaljer efter sommarspel
| Spel                                    | Guld        | Silver      | Brons       | Totalt      |
| Berlin 1936                             | 0           | 0           | 0           | 0           |
| London 1948                             | Deltog inte | Deltog inte | Deltog inte | Deltog inte |
| Helsingfors 1952                        | Deltog inte | Deltog inte | Deltog inte | Deltog inte |
| Melbourne 1956 (ryttarspel i Stockholm) | Deltog inte | Deltog inte | Deltog inte | Deltog inte |
| Rom 1960                                | Deltog inte | Deltog inte | Deltog inte | Deltog inte |
| Tokyo 1964                              | 0           | 0           | 0           | 0           |
| Mexico City 1968                        | 0           | 0           | 0           | 0           |
| München 1972                            | 0           | 0           | 0           | 0           |
| Montreal 1976                           | 0           | 0           | 0           | 0           |
| Moskva 1980                             | 0           | 0           | 0           | 0           |
| Los Angeles 1984                        | 0           | 0           | 0           | 0           |
| Seoul 1988                              | 0           | 1           | 0           | 1           |
| Barcelona 1992                          | 0           | 0           | 0           | 0           |
| Atlanta 1996                            | 1           | 0           | 0           | 1           |
| Sydney 2000                             | 0           | 0           | 2           | 2           |
| Aten 2004                               | 0           | 0           | 0           | 0           |
| Peking 2008                             | 0           | 0           | 0           | 0           |
| London 2012                             | 0           | 0           | 0           | 0           |
| Rio de Janeiro 2016                     | 0           | 0           | 0           | 0           |
| Tokyo 2020                              | 0           | 0           | 0           | 0           |
| Paris 2024                              | 0           | 0           | 0           | 0           |
| Totalt                                  | 1           | 1           | 2           | 4           |

### Medaljer efter vinterspelen
| Spel                | Guld        | Silver      | Brons       | Totalt      |
| Lake Placid 1980    | 0           | 0           | 0           | 0           |
| Sarajevo 1984       | 0           | 0           | 0           | 0           |
| Calgary 1988        | 0           | 0           | 0           | 0           |
| Albertville 1992    | 0           | 0           | 0           | 0           |
| Lillehammer 1994    | Deltog inte | Deltog inte | Deltog inte | Deltog inte |
| Nagano 1998         | Deltog inte | Deltog inte | Deltog inte | Deltog inte |
| Salt Lake City 2002 | 0           | 0           | 0           | 0           |
| Turin 2006          | 0           | 0           | 0           | 0           |
| Vancouver 2010      | Deltog inte | Deltog inte | Deltog inte | Deltog inte |
| Sotji 2014          | Deltog inte | Deltog inte | Deltog inte | Deltog inte |
| Pyeongchang 2018    | Deltog inte | Deltog inte | Deltog inte | Deltog inte |
| Peking 2022         | Deltog inte | Deltog inte | Deltog inte | Deltog inte |
| Totalt              | 0           | 0           | 0           | 0           |

### Medaljer efter sporter
| Sport   | Guld | Silver | Brons | Totalt |
| Simning | 1    | 1      | 2     | 4      |
| Totalt  | 1    | 1      | 2     | 4      |